# Huỳnh liên
Huỳnh liên (danh pháp hai phần: Tecoma stans, tên khác: Chuông vàng/tên Anh: Yellow bells) là một loài thực vật có hoa trong họ Chùm ớt. Loài này được (L.) Juss. ex Kunth mô tả khoa học đầu tiên năm 1818.

## Phân loài
Loài này có các phân loài sau:
- Tecoma stans var. sambucifolia (Kunth) J.R.I.Wood
- Tecoma stans var. velutina DC.